# Kościół św. Józefa w Malborku-Kałdowie
Kościół świętego Józefa w Malborku-Kałdowie – rzymskokatolicki kościół parafialny znajdujący się w Malborku, w dzielnicy Kałdowo, w województwie pomorskim. Należy do dekanatu Malbork II diecezji elbląskiej.
Świątynia została wzniesiona w latach 1930-1931 w stylu neogotyckim. W 1945 roku został zniszczony przez działania wojenne. Odbudowano go w latach 1957-1958 częściowo zatracając jego cechy stylowe. Odbudowa została rozpoczęta przez księdza Leona Domstę, pierwszego powojennego proboszcza. Obudowę dokończył ksiądz Władysław Czarniak, proboszcz w latach 1958-1992. Budowla została poświęcona przez biskupa gdańskiego, księdza Edmunda Nowickiego w dniu 12 października 1958 roku. Remont kościoła został zakończony w 1972 roku.  
Do wyposażenia ruchomego świątyni należą: 
- ołtarz główny pod wezwaniem świętego Józefa wykonany przez nieznanego autora w stylu regencji w 1727 roku z drewna polichromowanego, rzeźbionego. Ołtarz pochodzi z kościoła gotyckiego w Świerkach i pierwotnie nosił wezwanie świętego Bartłomieja. Posiada dwie kondygnacje. Podstawa pod ołtarz została wykonana z cegły i jest współczesna. W centralnej części jest umieszczony obraz świętego Józefa, namalowany w 1961 roku.

- obraz świętej Barbary namalowany olejem na płótnie w 1727 roku w stylu barokowym, umieszczony w zwieńczeniu ołtarza głównego. W centralnej części obrazu jest umieszczony wizerunek świętej Barbary, trzymającej swoje atrybuty: w prawej ręce miecz, w lewej kielich z hostią,

- ambona wykonana z drewna polichromowanego około 1720 roku w stylu barokowym[2].